# Alejandro Muramatsu
Alejandro Muramatsu (* 12. Dezember 1951 in Argentinien; † 16. November 2015 in Stuttgart) war ein argentinisch-deutscher Physiker.

## Leben
Nach dem Studium der Physik in Buenos Aires trat Muramatsu eine Doktorandenstelle am Max-Planck-Institut für Festkörperforschung in Stuttgart an. Mit seiner Dissertation Theorie des Metall-Isolator-Übergangs und der Elektron-Phonon-Wechselwirkung an Halbleiteroberflächen wurde er 1981 von der Universität Stuttgart promoviert. Darauf arbeitete er als Postdoktorand am  Max-Planck-Institut für Festkörperforschung und an der Universität Santa Barbara.
1986 begann Muramatsu seine Arbeit an der Universität Würzburg, habilitierte  sich dort 1989 und lieferte wichtige Beiträge zur Hochtemperatursupraleitung. Nach einem Ruf 1994 an die Universität Augsburg wurde er 1996 an die Universität Stuttgart berufen, wo er bis zu seinem Tode das Institut für Theoretische Physik III leitete. Als Festkörperphysiker erkannte er früh das Potential der ultrakalten Gase zur Erforschung komplexer Quantenvielteilchensysteme und lieferte wichtige Beiträge zur Physik ultrakalter Gase in optischen Gittern.
Zuletzt war Muramatsu Prodekan der Fakultät für Mathematik und Physik der Universität Stuttgart. Er beriet das Forschungszentrum Jülich im Bereich Supercomputing sowie das Computational Science Research Center in Peking.